# یرولان ایسکاکوف
یرولان ایسکاکوف (به انگلیسی: Yerulan Iskakov) زاده ۲۴ ژوئن ۱۹۸۸، کشتی‌گیر کشور قزاقستان است. از افتخارات وی می‌توان به کسب دو مدال برنز بازی‌های آسیایی ۲۰۱۴ وبازی‌های آسیایی ۲۰۱۸ اشاره کرد.